# Brett Jackson
Brett Elliott Jackson (né le 2 août 1988 à Berkeley, Californie, États-Unis) est un joueur de champ extérieur des Ligues majeures de baseball évoluant avec les Diamondbacks de l'Arizona. 

## Carrière

### Cubs de Chicago
Joueur des Golden Bears de l'université de Californie à Berkeley, Brett Jackson est un choix de première ronde des Cubs de Chicago en 2009. Pendant son parcours en ligues mineures, Jackson apparaît à trois reprises dans le palmarès des 100 meilleurs joueurs d'avenir dressé annuellement par Baseball America. Classé 74e en 2010, il fait un bond à la 38e place au début 2011 avant d'atteindre le 32e rang en février 2012. 
Le 5 août 2012, Jackson et un autre premier choix de repêchage des Cubs, Josh Vitters, sont rappelés des Cubs de l'Iowa, le club-école de la franchise au niveau AAA. Les deux jeunes joueurs font leurs débuts dans le baseball majeur le soir même à Los Angeles face aux Dodgers. Entamant le match au champ centre, Jackson frappe deux coups sûrs en quatre présences au bâton dans cette première partie. Son premier coup sûr dans les majeures est réussi aux dépens du lanceur Joe Blanton. Le 18 août suivant, il frappe contre Todd Redmond des Reds de Cincinnati son premier coup de circuit dans les grandes ligues. En 44 parties jouées pour Chicago en 2012, Jackson compile 21 coups sûrs, dont 6 doubles et 4 circuits, 9 points produits et 14 points marqués, mais ne frappe que pour ,175 de moyenne au bâton.
Il passe les deux saisons suivantes dans les ligues mineures sans être rappelé par les Cubs.

### Diamondbacks de l'Arizona
Le 15 août 2014, les Cubs échangent Jackson aux Diamondbacks de l'Arizona contre le lanceur droitier Blake Cooper.

## Coupe du monde et Jeux panaméricains
Jackson joue avec l'équipe de baseball des États-Unis qui termine en 4e place à la Coupe du monde de baseball 2011 au Panamá. En octobre 2011 à Guadalajara, il remporte la médaille d'argent en baseball aux Jeux panaméricains.